# Hanam
Hanam (하남시) ist eine Stadt in der Provinz Gyeonggi-do in Südkorea. Die Stadt hat knapp 274.000 Einwohner (Stand: 2019) und ist eine von vielen Satellitenstädten, die Seoul umringen und das Gebiet der Region Sudogwon bilden. 2018 lag die Einwohnerzahl bei über 256.000.

## Geographie
Hanam ist eine Schlafstadt von Seoul, die an ihrer Ostgrenze liegt. Sie grenzt im Norden an Namyangju, im Süden an Seongnam und im Westen an Gwangju. Die Landschaft ist überwiegend gebirgig. Das Gebiet der Stadt liegt im Becken eines der größten Flüsse der koreanischen Halbinsel, des Hangang.

## Geschichte
Im Jahre 6 v. Chr. gründete der koreanische Herrscher Onjo eine neue Stadt im Gebiet des modernen Hanam, die Wiryeseong genannt wurde. Im Jahr 370 wurde Wiryeseong die Hauptstadt des frühkoreanischen Staates Baekje und blieb in diesem Status bis zum Jahr 475. Später kam das Gebiet unter die Kontrolle eines anderen Staates, Silla, und 664 wurde die Stadt in Hansanju und 757 in Hanju umbenannt. Im Jahr 940 wurde hier die Stadt Gwangju gegründet und das Gebiet des modernen Hanam wurde Teil dieser Stadt. Hanam wurde 1989 zu einer separaten Stadt und trennte sich von Gwangju.

## Sport
Der Handballklub Hanam City HC kommt aus der Stadt.

## Partnerstädte
- Little Rock (USA)
- Rushan (Volksrepublik China)
- Shah Alam (Malaysia)

## Persönlichkeiten
- Choi Eun-sung (* 1971), Fußballspieler und -trainer